# 30 июня
30 июня — 181-й день года (182-й в високосные годы) по григорианскому календарю.
До конца года остаётся 184 дня.
До 15 октября 1582 года — 30 июня по юлианскому календарю, с 15 октября 1582 года — 30 июня по григорианскому календарю.
В XX и XXI веках соответствует 17 июня по юлианскому календарю.
Один из двух дней года, в которые может быть добавлена високосная секунда (другой такой день — 31 декабря).

## Праздники и памятные дни

### Международные
- ООН — День Астероида (Тунгусский метеорит, 1908);
- ООН — Международный день парламентаризма[3].

### Национальные
- Гватемала — День армии (или 29 июня)[4];
- Дания — День рождения графини Александры, бывшей жены принца Иоахима;
- Демократическая Республика Конго — День независимости;
- Судан — День переворота (1989).

### Профессиональные
- Беларусь — День экономиста[5].

### Религиозные
Православие
- Память мучеников Мануила, Савела и Исмаила (362);
- память священномученика Аверкия Северовостокова, пресвитера (1918);
- память преподобноисповедника Максима (Попова), иеромонаха (1934);
- память мученицы Пелагии Балакиревой (1943).

### Именины
- Католические: Люцина, Эмилия, Дамели.
- Православные: Аверкий, Измаил, Кирилл, Максим, Мануил, Пелагея, Савелий.

## События
См. также: Категория:События 30 июня

### До XX века
- 1520 — отступление испанских конкистадоров из Теночтитлана, известное как «Ночь печали».
- 1736 — снятие турецкой осады Азова, окончательное присоединение города к России.
- 1810 — Наполеон включил оккупированную Голландию в состав Французской империи.
- 1824 — начало плавания к берегам Новой Земли военного брига «Новая Земля» под началом Ф. П. Литке.
- 1834 — в Гессене отпечатана прокламация «Мир хижинам! Война дворцам!».
- 1887 — в России, в рамках контрреформ, принят циркуляр «О сокращении гимназического образования».
- 1889 — на Парижской мирной конференции основан Межпарламентский союз.
- 1893 — в ЮАР, на руднике Яхерсфонтейн найден алмаз «Эксельсиор» весом 995 карат.
- 1894
  - В Лондоне открыт Тауэрский мост.
  - Корея объявила независимость от Китая.
- 1898 — пуск трамвая в Витебске.

### XX век
- 1905 — Альберт Эйнштейн в статье «Об электродинамике движущихся тел» изложил основы Специальной теории относительности
- 1908 — над центральной частью Сибири, в междуречье Нижней Тунгуски и Лены, пролетел, а затем взорвался гигантский шар, названный Тунгусским метеоритом.
- 1910 — закончена укладка телефонного кабеля между Европой и Южной Америкой.
- 1918 — Передача власти Совету министров Временного Сибирского правительства
- 1919 — взятие Царицына Кавказской армией ген. Врангеля.
- 1920 — организована Всесоюзная книжная палата (ныне — Российская книжная палата).
- 1925 — основан заповедник «Столбы» на правом берегу Енисея, вблизи Красноярска.
- 1930 — осуществлён первый приём фоторадиограммы между Москвой и Ленинградом.
- 1934
  - Дала ток Нивская ГЭС-2, первая в стране гидроэлектростанция, построенная за Полярным кругом.
  - В ночь с 30 июня на 1 июля в Германии по приказу Гитлера отряды СС совершили внезапное нападение на руководство штурмовых отрядов (СА). Глава штурмовиков Эрнст Рём и десятки других руководителей СА были расстреляны без суда и следствия.
- 1935 — на параде физкультурников в Москве Сталин назван «лучшим другом пионеров».
- 1936 — напечатан первый тираж романа Маргарет Митчелл «Унесённые ветром».
- 1940 — Галацкая резня
- 1941
  - Компания «Пепси-Кола» слита с кондитерской компанией «Лофт».
  - Английские учёные доложили своему правительству о возможности создания атомной бомбы.
  - Акт провозглашения Украинского государства.
- 1944 — основана Академия медицинских наук СССР; в 1992 была преобразована в Российскую академию медицинских наук (РАМН).
- 1945 — в СССР восстановлены отпуска.
- 1947 — в Берхтесгадене начало работу украинское Научное общество имени Тараса Шевченко.
- 1948 — учёные Уильям Шокли, Уолтер Браттейн и Джон Бардин из «Bell Laboratories» объявили о создании транзистора.
- 1949 — Коммунистическая партия Кореи, Новая народная партия Кореи и другие левые формирования образовали Трудовую партии Кореи, с Председателем ЦК действующего главы Ким Ир Сена.
- 1950 — в Ленинграде открыт памятник С. М. Кирову у главного входа на стадион его имени.
- 1951 — катастрофа самолёта Douglas DC-6 в штате Колорадо (50 погибших).

- 1956

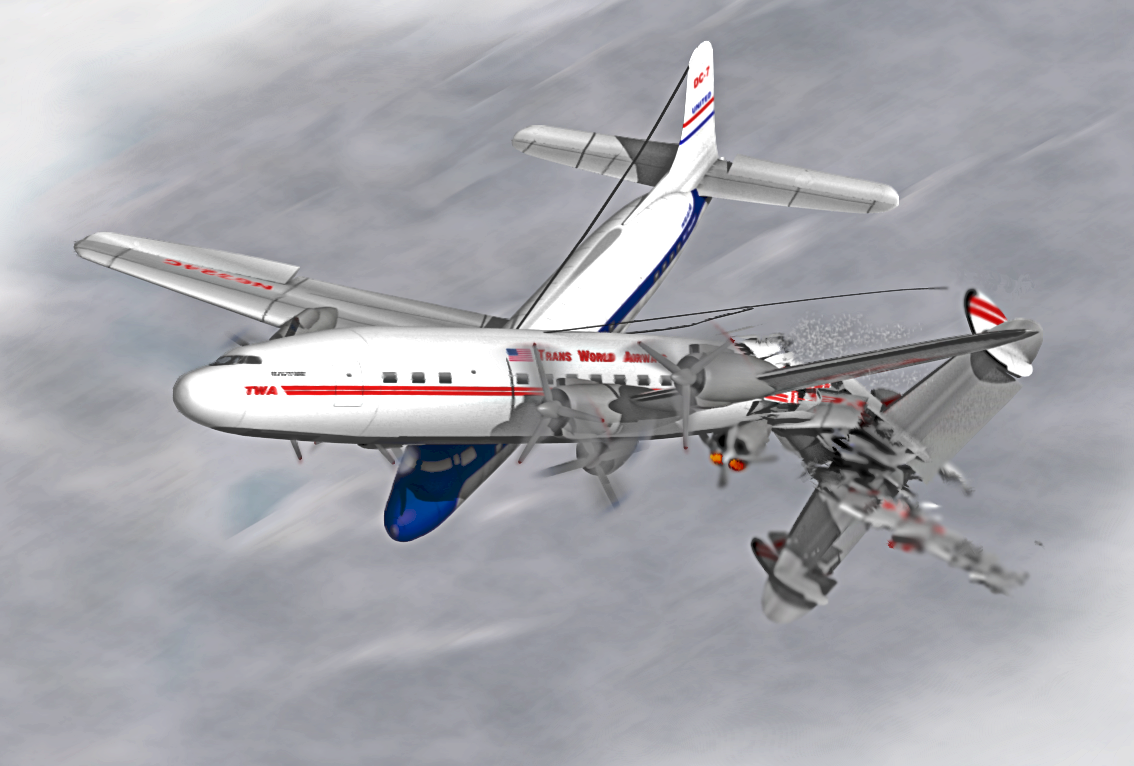
Столкновение над Большим каньоном

  - В газетах СССР опубликовано постановление ЦК КПСС «О преодолении культа личности и его последствий».
  - При столкновении двух пассажирских самолётов над Большим каньоном погибли 128 человек — крупнейшая на тот момент катастрофа в гражданской авиации.
- 1960
  - СССР и Китай объявляют об идеологическом расколе.
  - Добившаяся независимости бывшая колония Бельгии провозгласила себя Республикой Конго.
- 1962 — катастрофа самолёта Ту-104 близ Красноярска. На тот момент — крупнейшая авиакатастрофа в СССР (84 погибших).
- 1970 — Великобритания, Дания, Норвегия и Ирландия начали в Люксембурге переговоры о вступлении в Европейское экономическое сообщество.
- 1971 — катастрофа пилотируемого космического аппарата «Союз-11». Весь экипаж погиб.
- 1972 — для координации всемирного времени впервые введена високосная секунда (23:59:60).
- 1973 — катастрофа советского самолёта Ту-134 в Иордании.
- 1974 — Михаил Барышников во время гастролей в Канаде принял решение остаться жить и работать в Америке.
- 1989 — отменено решение Союза писателей СССР 1974 года об исключении Александра Солженицына из Союза писателей СССР как «ошибочное».
- 1990 — в Якутске разбился самолёт Ил-62.
- 1991 — в Симферополе завершена первая за всё время существования советской власти сессия Курултая (парламента) крымских татар, которая сформировала Национальный меджлис крымских татар.
- 1992 — принят закон о разделении полномочий между государственными органами Украины и автономной республики Крым.
- 1993 — на торгах Московской межбанковской валютной биржи курс доллара впервые превысил отметку в тысячу рублей и составил 1024 рубля за доллар.
- 1994 
  - В России завершена чековая приватизация.
  - В Тулузе во время испытательного полёта разбился самолёт Airbus A330, погибли 7 человек.
- 1996 — финал чемпионата Европы по футболу 1996: в Лондоне сборная Германии обыграла сборную Чехии со счётом 2:1.

### XXI век
- 2004 — премьера фильма «Человек-паук 2».
- 2008 — авария самолёта Ту-154 в Санкт-Петербурге.
- 2009 — катастрофа самолёта A310 возле Коморских островов.
- 2015 — катастрофа C-130 в Медане.

## Родились
См. также: Категория:Родившиеся 30 июня

### До XIX века
- 1470 — Карл VIII (ум. 1498), король Франции (1483—1498) из династии Валуа.
- 1646 — Пауль Герман (ум. 1695), голландский врач и ботаник немецкого происхождения, профессор ботаники Лейденского университета.
- 1685 — Джон Гей (ум. 1732), английский поэт и драматург.
- 1748 — Жан-Доминик Кассини (ум. 1845), французский астроном и геодезист, создатель первого полного атласа Франции.
- 1755 — Поль Баррас (ум. 1829), деятель Великой французской революции, руководитель Директории (1795—1799).
- 1789
  - Орас Верне (ум. 1863), французский художник-баталист.
  - Александр Чертков (ум. 1858), русский историк, археолог, библиограф, книголюб.

### XIX век
- 1801 — Фредерик Бастиа (ум. 1850), французский либеральный экономист, сторонник свободной торговли.
- 1825 — Флоримон Эрве (ум. 1892), французский композитор и органист, основатель музыкального театра.
- 1853 — Адольф Фуртвенглер (ум. 1907), немецкий археолог, раскопавший остатки древней Олимпии.
- 1860 — Владимир Михельсон (ум. 1927), физик и геофизик, один из основоположников российской актинометрии, профессор.
- 1871 — Сергей Адрианов (ум. 1942), русский литературный критик, публицист, историк литературы, переводчик.
- 1884
  - Жорж Дюамель (ум. 1966), французский писатель, поэт, драматург, литературный критик.
  - Александра Толстая (ум. 1979), младшая дочь и секретарь писателя Льва Толстого, мемуаристка, основательница музея в Ясной Поляне.
- 1885 — Виктор Шаубергер (ум. 1958), австрийский натуралист, философ и изобретатель.
- 1891 — Стэнли Спенсер (ум. 1959), английский живописец.
- 1892 — Пьер Бланшар (ум. 1963), французский актёр театра и кино.
- 1895 — Борис Ромашов (ум. 1958), советский драматург и критик.

### XX век
- 1901 — Вилли Саттон (ум. 1980), американский грабитель банков, получивший прозвище Артист за искусство перевоплощения.
- 1906 — Энтони Манн (ум. 1967), американский кинорежиссёр.
- 1907 — Роман Шухевич (убит в 1950), украинский политический деятель, главнокомандующий УПА.
- 1911 — Чеслав Милош (ум. 2004), польский поэт, переводчик, эссеист, лауреат Нобелевской премии по литературе (1980).
- 1913 — Герта Хойвер (ум. 1999), владелица закусочной в Западном Берлине, изобретательница карривурста.
- 1914 — Владимир Челомей (ум. 1984), советский учёный, конструктор в области ракетно-космической техники, академик, дважды Герой Социалистического Труда.
- 1917 — Лена Хорн (ум. 2010), американская джазовая певица и киноактриса.
- 1918 — Сьюзен Хэйуорд (ум. 1975), американская актриса, обладательница премии «Оскар».
- 1922 — Владимир Дружников (ум. 1994), актёр театра и кино, народный артист РСФСР.
- 1925 — Филипп Жакоте (ум. 2021), швейцарский поэт, эссеист, переводчик.
- 1926 — Пол Берг, американский биохимик, лауреат Нобелевской премии по химии (1980).
- 1929 — Марксэн Гаухман-Свердлов (ум. 1997), советский и российский художник кино, народный художник РФ.
- 1930 — Борис Рыцарев (ум. 1995), советский кинорежиссёр и сценарист, мастер жанра фильма-сказки.
- 1932
  - Монго Бети (ум. 2001), камерунский писатель и общественный деятель.
  - Николай Некрасов (ум. 2012), главный дирижёр и художественный руководитель Оркестра русских народных инструментов, народный артист СССР.
- 1933 — Леа Массари (ум. 2025), итальянская киноактриса.
- 1934 — Инна Ульянова (ум. 2005), актриса театра и кино, заслуженная артистка РСФСР.
- 1935 — Сергей Павлов (ум. 2019), советский писатель-фантаст.
- 1936 — Валерий Гурьянов (ум. 2017), советский кинорежиссёр, сценарист и актёр.
- 1938
  - Билли Миллс, американский стайер, индеец по происхождению, олимпийский чемпион в беге на 10000 м (1964).
  - Педро Олеа, испанский кинорежиссёр, продюсер, сценарист, актёр.
- 1939 — Янис Петерс (ум. 2025), латышский поэт-песенник, публицист и дипломат, бывший посол Латвии в России.
- 1942 — Роберт Баллард, американский геолог-исследователь, в 1985 году обнаруживший затонувший «Титаник».
- 1947 — Владимир Петров (ум. 2017), советский хоккеист, двукратный олимпийский чемпион, 9-кратный чемпион мира.
- 1948 — Константин Боровой, российский предприниматель и политик.
- 1950 — Леонард Уайтинг, английский актёр, лауреат премии «Золотой глобус».
- 1955 — Эгилс Левитс, латвийский политический и государственный деятель, президент Латвии с 8 июля 2019 года.
- 1957 — Сильвио Орландо, итальянский актёр.
- 1958 — Калеви Кивиниеми (ум. 2024), один из наиболее признанных финских органистов.
- 1959 — Винсент Д’Онофрио, американский актёр и продюсер.
- 1960 — Святослав Задерий (ум. 2011), советский и российский музыкант, певец, автор песен, основатель группы «Алиса».
- 1963
  - Руперт Грейвс, английский актёр театра и кино.
  - Ингви Мальмстин, шведский гитарист-виртуоз, музыкант-мультиинструменталист, композитор.
- 1966
  - Андрей Абдувалиев, советский, таджикский и узбекский легкоатлет, олимпийский чемпион (1992), двукратный чемпион мира.
  - Майк Тайсон, американский боксёр, абсолютный чемпион мира в супертяжёлом весе.
- 1967 — Ларс Вогберг, шведский и норвежский кёрлингист.
- 1968 — Фил Ансельмо, американский музыкант, прославившийся как участник грув-метал-группы Pantera.
- 1969 — Анастасия Немоляева, советская и российская актриса театра и кино, художник, дизайнер.
- 1971 — Моника Поттер, американская киноактриса.
- 1972 — Борис Рогинский, российский литератор.
- 1973 — Андрей Кондрашов, российский журналист.
- 1975 — Ральф Шумахер, немецкий автогонщик, брат Михаэля Шумахера.
- 1980 — Мария Молчанова, российская певица и актриса.
- 1982 — Лиззи Каплан, американская актриса.
- 1983
  - Шерил Коул, британская певица.
  - Анджела Сарафян, американская актриса.
- 1985 — Майкл Фелпс, американский пловец, 23-кратный олимпийский чемпион, 26-кратный чемпион мира.
- 1986 — Лина Иванова, российская актриса театра, кино и озвучивания.
- 1987 — Алиса Вокс, российская певица.
- 1990 — Дэвид Уайз, американский фристайлист, двукратный олимпийский чемпион в хафпайпе (2014, 2018).
- 1991 — Шимон Грубец, чешский хоккеист, вратарь.
- 1993 — Педро Пичардо, кубинский и португальский легкоатлет, олимпийский чемпион и чемпион мира в тройном прыжке.
- 1995
  - Марина Руй Барбоза, бразильская актриса театра и кино, фотомодель, телеведущая.
  - Мария Шурочкина, российская спортсменка, двукратная олимпийская чемпионка по синхронному плаванию.
- 1999 — Юи Сусаки, японская спортсменка, олимпийская чемпионка (2020) и многократная чемпионка мира по вольной борьбе.

## Скончались
См. также: Категория:Умершие 30 июня

### До XX века
- 1109 — Альфонсо VI Храбрый (р. 1043), король Леона (с 1065) и Кастилии (с 1072).
- 1522 — Иоганн Рейхлин (р. 1455), немецкий гуманист, филолог, знаток греческого и еврейского языков.
- 1649 — Симон Вуэ (р. 1590), французский живописец-монументалист, портретист и декоратор.
- 1753 — Конрад Икен (р. 1689), немецкий историк и богослов.
- 1794 — Иван Панфилов (р. 1720), духовник российской императрицы Екатерины II, член Святейшего Синода.
- 1799 — Франческо Караччиоли (р. 1752), адмирал Неаполитанского королевства.
- 1800 — Томас Таунсенд (род. 1733) — британский политик, министр внутренних дел (1782—1783, 1783—1789).
- 1857 — Альсид Дессалин д’Орбиньи (р. 1802), французский натуралист, ученик Жоржа Кювье.
- 1889 — Джильберто Гови (р. 1826), итальянский физик,  естествовед и политик.

### XX век
- 1913 — Анри Рошфор (р. 1831), французский политик, журналист и писатель.
- 1919 — барон Джон Уильям Стретт (р. 1842), британский физик и механик.
- 1920 — Григорий Потанин (р. 1835), сибирский географ, этнограф, публицист, фольклорист, областник.
- 1922 — Иоганн Карл Франц Хассе (р. 1841), немецкий врач, анатом и педагог[8].
- 1934 — убит Грегор Штрассер (р. 1892), немецкий нацист, один из основателей и лидеров НСДАП.
- 1942 — Леон Доде (р. 1867), французский литературный критик, публицист, мемуарист и писатель, сын Альфонса Доде.
- 1953
  - Эльза Бесков (р. 1874), шведская детская писательница и иллюстратор книг.
  - Всеволод Пудовкин (р. 1893), кинорежиссёр, актёр, сценарист, теоретик кино, народный артист СССР.
- 1961 — Ли Де Форест (р. 1873), американский изобретатель, прозванный «отцом радио».
- 1966 — Джузеппе (Нино) Фарина (р. 1906), итальянский автогонщик, первый чемпион мира в классе «Формула-1» (1950).
- 1971
  - в катастрофе космического корабля Союз-11 погибли: 
    - Владислав Волков (р. 1935), лётчик-космонавт СССР № 20, дважды Герой Советского Союза;
    - Георгий Добровольский (р. 1928), лётчик-космонавт СССР № 24, Герой Советского Союза;
    - Виктор Пацаев (р. 1933), лётчик-космонавт СССР, инженер-исследователь, Герой Советского Союза.

  - Павел Тагер (р. 1903), советский изобретатель в области звукового кино.
- 1972 — Джозеф Дикин (р. 1879), британский легкоатлет, олимпийский чемпион (1908).
- 1980 — Галина Серебрякова (р. 1905), русская советская писательница и журналистка.
- 1986 — Роман Гуль (р. 1896), русский писатель, журналист, автор мемуаров о гражданской войне.
- 1987 — Андрей Кистяковский (р. 1936), советский переводчик, правозащитник.
- 1989 — Ростислав Плятт (р. 1908), актёр театра и кино, чтец, народный артист СССР.
- 1991 — Тамара Ханум (наст. фамилия Петросян; р. 1906), узбекская танцовщица, певица, актриса, хореограф, народная артистка СССР.
- 1995
  - Георгий Береговой (р. 1921), советский лётчик-космонавт, дважды Герой Советского Союза.
  - Гавриил Троепольский (р. 1905), русский советский писатель, публицист, драматург, сценарист.
- 2000 — Николай Ерёменко-старший (р. 1926), советский и белорусский актёр театра и кино, народный артист СССР.

### XXI век
- 2001 — Чет Аткинс (р. 1924), американский гитарист-виртуоз.
- 2004 — Эдуард Гороховский (р. 1929), советский и российский художник, классик московского концептуализма.
- 2005 — архиепископ Лазарь (в миру Фёдор Журбенко; р. 1931), советский, российский и украинский деятель православия, архиепископ Тамбовский и Моршанский (РИПЦ) (2002—2005).
- 2008 — Май Митурич-Хлебников (р. 1925), советский художник-график, академик АХ СССР, народный художник РСФСР.
- 2009 — Пина Бауш (р. 1940), немецкая танцовщица и хореограф.
- 2012 — Владлен Давыдов (р. 1924), актёр театра и кино, народный артист РСФСР.
- 2014 — Пол Мазурски (р. 1930), американский актёр, кинорежиссёр, сценарист.
- 2020 — Виктор Проскурин (р. 1952), советский и российский актёр театра, кино и дубляжа.
- 2022 — Technoblade (наст. имя Александр; р. 1999), популярный американский ютубер.
- 2025
  - Кеннет Колли (р. 1937), английский актёр кино и телевидения.
  - Джим Шутер (р. 1951), американский писатель, редактор и издатель комиксов.

## Приметы
- Мануил Солнцестой.
- На Мануила — солнце застаивается, медлит в зените. Начинается бурный рост растительности[9][неавторитетный источник].